# Église Saint-Hilaire de Frévent
L'église Saint-Hilaire est une église catholique située à Frévent, en France.

## Localisation
L'église est située dans le département français du Pas-de-Calais, sur la commune de Frévent.

## Historique
L'édifice est classé au titre des monuments historiques par arrêté du 5 octobre 1982.
Il date du XVIe siècle, est restauré au XIXe siècle par Louis Normand et attire notamment l'attention par son clocher-porche massif.